# Gereformeerde kerk (Schoondijke)

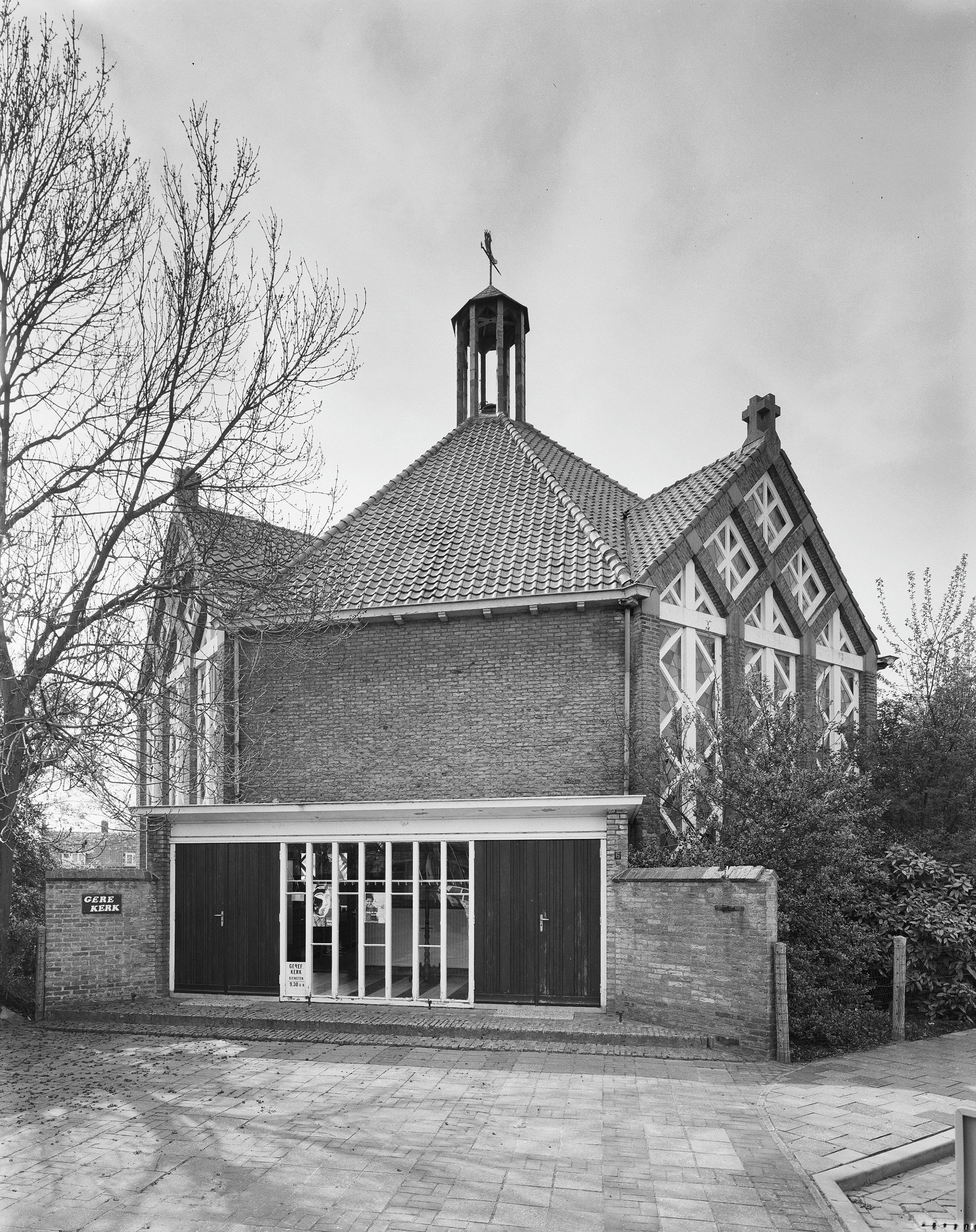
Gereformeerde kerk

De Gereformeerde kerk is een voormalig kerkgebouw uit 1957 in het dorp Schoondijke in de Nederlandse gemeente Sluis.

## Geschiedenis
Schoondijke bezat sinds 1890 een gereformeerd kerkgebouw, dat echter in 1906 werd omgebouwd tot school. Aan de Oostburgschestraat verrees een nieuwe kerk, ontworpen door Tjeerd Kuipers. Deze kerk overleefde de Slag om de Schelde van einde 1944 niet.
Nadat de oorspronkelijke gereformeerde kerk een tijdlang als noodkerk gebruikt was, kwam in 1957 aan de Prinses Irenestraat 6 de nieuwe kerk in wederopbouwstijl gereed. Het ontwerp van H. Eldering heeft een achthoekige plattegrond, gedekt door een tentdak. Om en om zijn vier van de acht dakdelen voorzien van steekkappen. De geveldelen onder de steekkappen bestaan voor een groot deel uit vensters met vlakverdeling. Middenop het dak staat een dakruiter die als lantaarn uitgevoerd is.
Toen in 1999 met de hervormden de Samen-op-Weggemeente werd in 2000 het gereformeerde kerkgebouw afgestoten. Dit is omgebouwd tot woonhuis.